# Whitehall, Michigan
Whitehall är en ort i Muskegon County i Michigan. Vid 2010 års folkräkning hade Whitehall 2 909 invånare.